# Петар Грубор
Петар Грубор Буздован (Брлошка Дубрава, код Оточца, 8. октобар 1902 — Шпилник, код Оточца, 18. јануар 1944), учесник Народноослободилачке борбе и народни херој Југославије.

## Биографија
Рођен је 8. октобра 1902. године у селу Брлошка Дубрава, код Оточца.
Чим је одрастао, отишао је од куће и запослио се у Војводини. Тамо је изучио опанчарски занат. Ускоро је био примљен за члана Савеза комунистичке омладине Југославије (СКОЈ). Био је активан и у синдикату, па је убрзо постао функционер у синдикату кожараца. Године 1927. примљен је за члана Комунистичке партије Југославије (КПЈ).
Након проглашења Шестојануарске диктатуре 1929. године, Петар је ухапшен 14. јануара у Београду. Државни суд за заштиту државе га је 25. маја осудио на десет година робије. Робију је издржавао у Сремској Митровици и Лепоглави. Када је почетком 1941. коначно пуштен са робије, одмах се прикључио партијском раду у Загребу.
Учесник Народноослободилачке борбе је од 1941. године. По задатку КПЈ, у јуну је отишао у котар Оточац, где је заједно са Стипом Угарковићем и другим комунистима радио на припремању оружаног устанка. Децембра 1941. постављен је за обавештајног официра Штаба групе НОП одреда за Лику. У јесен 1942. године, постао је обавештајни официр Главног штаба Хрватске.
Погинуо је 18. јануара 1944. године код Шпилника, близу Оточца, у сукобу са немачком колоном. Заједно са њим страдали су Даворка Билуш и Иван Дасовић.
Указом Президијума Народне скупштине Федеративне Народне Републике Југославије, 20. децембра 1951. године, проглашен је за народног хероја Југославије.